# کیسی چمبرز

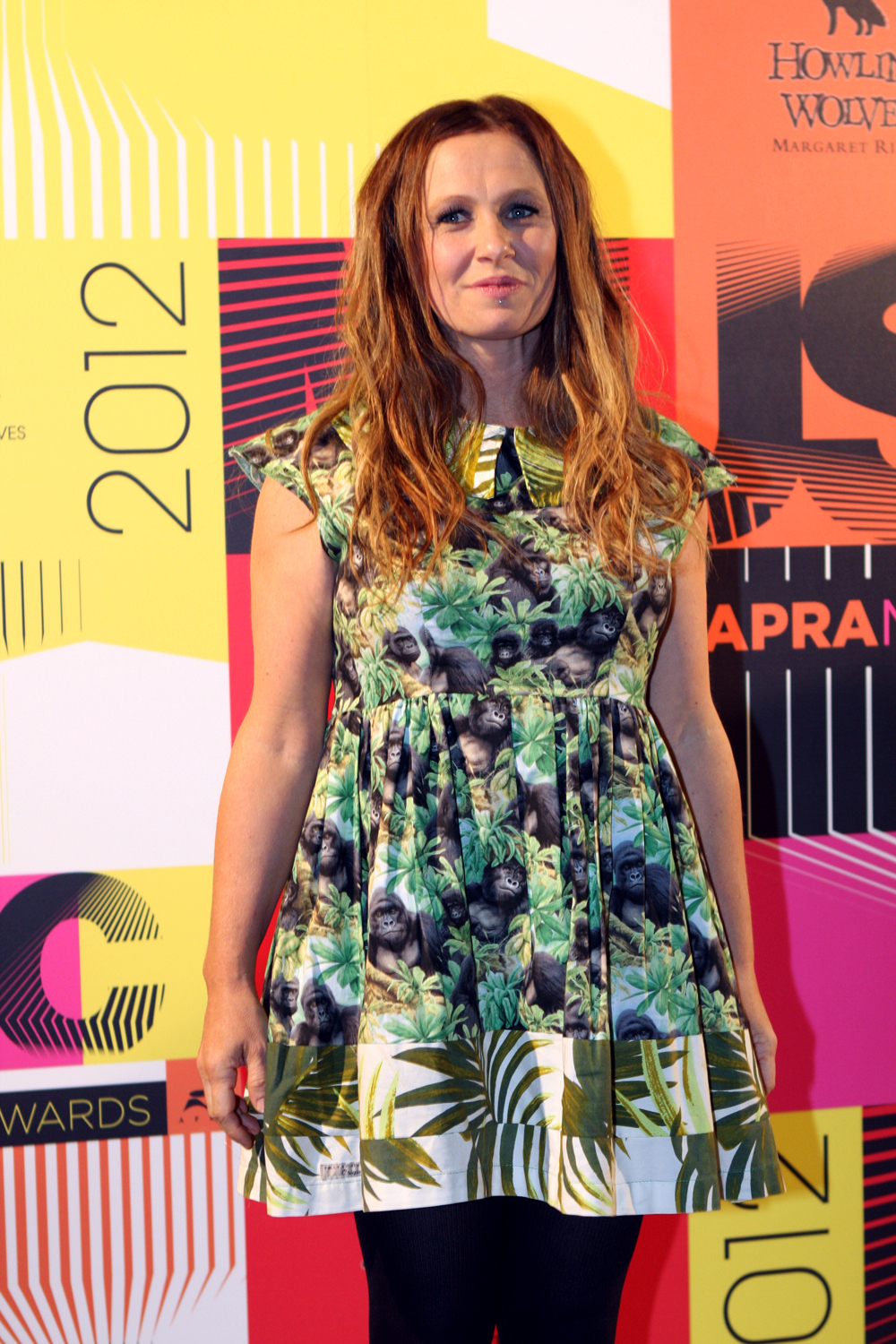
کیسی چمبرز، هنرمند موسیقی اهل کانادا - ۲۰۱۲

کیسی چمبرز (زاده ۴ ژوئن ۱۹۷۶) یک خواننده، ترانه‌سرا و نوازنده کانتری اهل استرالیا است که در کوه گامبیر متولد شده است. او دختر نوازندگان دیگر، دایان و بیل چمبرز ، و خواهر کوچکتر نوازنده و تهیه کننده، نش چمبرز است. هر چهار نفر از سال ۱۹۹۲ تا ۱۹۹۸ اعضای گروه موسیقی کانتری خانوادگی در گروه دد رینگر در بوورال، نیو ساوت ولز بودند و چمبرز پس از آن کار انفرادی خود را آغاز کرد. پنج آلبوم از دوازده آلبوم استودیویی او به شماره شماره رسیده است. شماره ۱ در ای‌آرآی‌ای ، بریکیدس &amp; بریکوالز (سپتامبر ۲۰۰۱)، فرشته متعصب (مه ۲۰۰۴)، کارناوال (آگوست ۲۰۰۶)، استخوان های رتلین (آوریل ۲۰۰۸) و دراگونفلای (ژانویه ۲۰۱۷). در نوامبر ۲۰۱۸ او به تالار مشاهیر ای‌آرآی‌ای معرفی شد و چهارده جایزه موسیقی دیگر ای‌آرآی‌ای را با ۹ آلبوم برای بهترین آلبوم کانتری برنده شد. زندگی نامه او با نام پرنده کوچک به من گفت... که با همکاری روزنامه نگار موسیقی جف اپتر نوشته شده بود، در سال ۲۰۱۱ منتشر شد.

## گروه ددرینگر
کیسی چمبرز در سال ۱۹۷۶ در کوه گامبیر، استرالیای جنوبی از خانواده دایان و بیل چمبرز به دنیا آمد.    برادر بزرگتر او، نش چمبرز در سال ۱۹۷۴ به دنیا آمد  از ژوئیه ۱۹۷۶، خانواده چمبرز به اطراف دشت نولاربور سفر کردند، جایی که والدین به مدت هفت یا هشت ماه در سال، به مدت ۹ سال، روباه و خرگوش را برای پیدا کردن پوست شکار می کردند. در طول "ماه های گرم" (به طور کلی از نوامبر تا مارس) آنها به ساوتند، استرالیای جنوبی بازگشتند، جایی که خانواده او برای مدتی یک مغازه ماهی و چیپس داشتند.
از سال ۱۹۸۶، بیل و دایان به عنوان یک دوتایی موسیقی کانتری به اجرای برنامه بازگشتند، در حالی که فرزندان آنها در مدرسه ساوتند تحصیل می کردند.  در سال بعد، والدین آنها ابتدا چمبرز و سپس نش را به گروه خود اضافه کردند که به گروه ددرینگر تبدیل شد - به نام بچه هایی که شبیه والدینشان بودند.    چمبرز برای دو آلبوم به نام‌های بیل، عقاب دریا (۱۹۸۷) و روح مهربان (۱۹۹۱) به عنوان خواننده ضبط شد. از سال ۱۹۹۲ گروه ددرینگر یک نمایشنامه توسعه یافته و چهار آلبوم منتشر کرد.   برای اولین آلبوم آنها، صحرای سرخ آسمان (نوامبر ۱۹۹۳)، او به عنوان کیسی جو چمبرز نامگذاری شد، آواز ارائه کرد و چهار قطعه از آن را نوشت.   این گروه توسط ادی سیکورسکی در استودیوی ضبط جان رینولدز، آدلاید تهیه شده است.  
چمبرز در اواسط سال ۱۹۸۹ در آدلاید، خواننده و ترانه سرای کانتری، بسی کول را ملاقات کرد - کول بعداً در یک تور در نیو ساوت ولز به گروه ددرینگر ملحق شد و سپس به صورت انفرادی رفت.  چمبرز بعداً به یاد آورد: «در این مرحله از زندگی‌ام واقعاً هیچ‌کس را ندیدم که هم نسل من باشد - دختر جوانی که موسیقی کانتری را دوست داشت. و به اندازه کافی خنده دار اولین آهنگی که در زندگی ام نوشتم "بیسی" نام داشت، در مورد بکی. این بدترین آهنگی است که در تمام عمرت شنیدی.»  او از املیو هریس به عنوان یکی از تأثیرات اصلی خود یاد کرد و به یاد آورد که موسیقی هریس از زمانی که او کودکی بود اغلب توسط والدینش نواخته می شد.  این گروه زمانی پایان یافت که والدین چمبرز در اواخر دهه ۱۹۹۰ از هم جدا شدند و دایان به جزیره نورفولک و بیل به سیدنی رفتند.

## لینک های خارجی
- وبگاه رسمی
- ترانه‌شناسی Kasey Chambers در دیسکاگز
- Kasey Chambers discography at MusicBrainz
- Kasey Chambers interview in Reverb magazine (November 2010)
- Kasey Chambers / Little Bird radio interview on Ben Sorensen's REAL Country October 2010

الگو:Kasey Chambers